# Dublin (Wirginia)
Dublin – miasto w Stanach Zjednoczonych, w stanie Wirginia, w hrabstwie Pulaski.